# Clairières dans le ciel
Clairières dans le ciel est un cycle de treize mélodies composées par Lili Boulanger sur des poèmes de Francis Jammes.

## Histoire
Ce cycle est composé en 1913-1914. Les poèmes proviennent du recueil Tristesses (1905) de Francis Jammes.
La compositrice indique sous la partition de la première mélodie : 

« toutes ces mélodies devraient être chantées avec le sentiment d'évoquer un passé resté plein de fraîcheur. »

Onze des mélodies portent une dédicace, la première étant à Gabriel Fauré. Les mélodies 1, 5 à 7 et 10 à 13 ont été orchestrées. La partition est publiée à Paris chez Ricordi, en 1919.

## Sections
1. Elle était descendue au bas de la prairie
2. Elle est gravement gaie
3. Parfois, je suis triste
4. Un poète disait
5. Au pied de mon lit
6. Si tout ceci n'est qu'un pauvre rêve
7. Nous nous aimerons tant
8. Vous m'avez regardé avec toute votre âme
9. Les Lilas qui avaient fleuri
10. Deux Ancolies
11. Par ce que j'ai souffert
12. Je garde une médaille d'elle
13. Demain fera un an

## Analyse

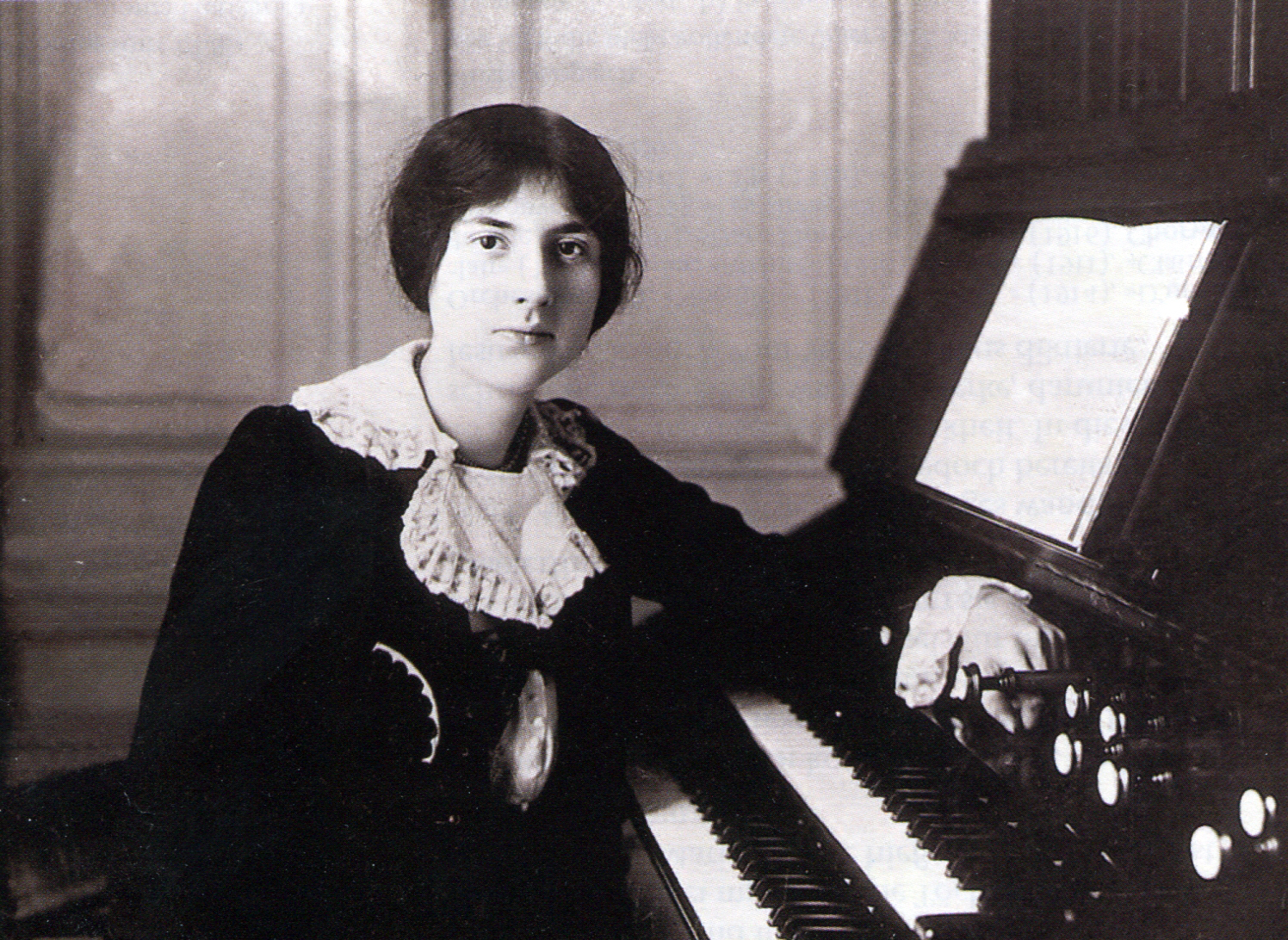
Lili Boulanger en 1913

La première mélodie, Elle était descendue en bas de la prairie, est gaie et aux accents debussystes. Le texte, très contemplatif, instaure le décor de champ fleuri, très présent tout le long du recueil. Le sentiment amoureux se laisse percevoir tacitement, et se découvrira par la suite.La deuxième, Elle est gravement gaie, semble un portrait de Lili Boulanger. Il suit l'idée suggérée par la première mélodie. Les fleurs sont toujours très présentes, ainsi que la contemplation. Les fleurs semblent se mêler au portrait dressé de la femme. Parfois je suis triste, troisième mélodie du cahier, instaure définitivement le sentiment amoureux au centre des mélodies. La mélancolie encadre la réflexion personnelle du poète sur sa bien aimée. Un poète disait, lorsqu'il était jeune, quatrième mélodie, met en parallèle les deux topos mis en place, l'amour et les fleurs. L'amour naissant côtoie la fleurs naissante sur la branche d'un rêve. Au pied de mon lit, se distingue des mélodies précédentes, dans le sens où elle ne reprend aucun des thèmes abordés. Il s'agit d'un prière à la Vierge, pour obtenir son réconfort face au désespoir amoureux. "Vous savez qu'en ces heures où je ne me sens pas digne d'être aimé d'elle, c'est vous dont le parfum me rafraichis le cœur". Si tout ceci n'est qu'un pauvre rêve semble en être la conclusion et est d'une profonde tristesse, une sorte de désillusion après la prière. Cette dernière marque l’ensemble de la mélodie, et est accentuée, par des rythmes pesant. Le recueil s'ouvre alors sur une seconde partie, la chute du poète, et les forces qui commencent à lui manquer. "Nous nous aimerons tant" marque une nouvelle rupture. Elle représente un couple unis et amoureux, une sorte de rêve du narrateur, d'un instant sur un banc rêvé par lui. Le thème de la seconde mélodie revient, avec l'idée de l’espérance. Vous m'avez regardé , mélodie suivante, va dans ce sens. Le poète à perçu un regard de sa bien aimée et en savoure tout le réconfort, l’interprète, et semble renaître par ce regard. Les lilas qui avaient fleuris remet sur la scène les fleurs qui avaient quelque peu disparu. Le cycle de renaissance de la nature, et mis en relation, avec l'espérance du poète, définitivement déçue. Son espoir n'a pas refleuris comme les lilas. De même la mélodie suivante, Deux Ancolie, présente le dialogue entre deux fleurs, sur une colline, bercée par le vent. Le dialogue des deux fleurs peut rappeler la confidence, thème encore inabordé dans le recueil. La mélodie suivante parce que j'ai souffert, présente quant à elle l'idée de rupture d'un couple, et des douleurs qui en découlent. La douzième, Je garde une médaille d'elle, bien que courte a des accords monotones qui s'enchaînent jusqu'à un crescendo inattendu. Elle présente une médaille, que garde le poète, symbolisant l'espérance. Le poète constate alors que la médaille à noircie, de même que son espoir. La dernière, Demain fera un an est bouleversante et la douleur s'y oppose à la nature en plein printemps alors que les souvenirs affluent et avec eux des réminiscences des mélodies précédentes, à l'image des souvenirs du poète qui affluent dans sa tête, de sa bien aimée. Les mots « plus rien, je n'ai plus rien qui me soutienne » terminent l'œuvre sans une lueur d'espoir.
Les Clairières dans le ciel sont des « pièces remarquables par la richesse des thèmes et des tonalités, et la sincérité de l'expression ». Marquantes et touchantes, ce cahier de mélodie mêle les styles reconnaissables de Fauré et Debussy, qui viennent mettre en valeur le style remarquable de Lili Boulanger. Par cette œuvre, cette dernière ne manque pas de s'illustrer dans le domaine des miniatures musicales. Les Clairières dans le ciel par le sentiment et la poésie dont elles sont empreintes, font aujourd'hui partie des ouvres participant à la renommée de Lili Boulanger.

## Discographie
- Éric Tappy (ténor), Jean Françaix (piano), La voix de son maître
- Karin Ott (soprano), Jean Lemaire (piano) : Lili Boulanger, lieder, Signum, 1991
- (Sélection) Isabelle Sabrié (soprano), Émile Naoumoff (piano) : In Memoriam Lili Boulanger, Marco Polo, 1993
- Martyn Hill (ténor), Andrew Ball (piano) : Lili Boulanger, Clairières dans le ciel, Les Sirènes, Renouveau, etc., Hyperion Records CDH55153, 1994
- Jean-Paul Fouchécourt (ténor), Alain Jacquon (piano) : Lili Boulanger, les mélodies, Timpani 1C1128, 1997
- Patrice Michaels (soprano), Rebecca Rollins (piano), Cedille Records, 2000
- Wiebke Hoogklimmer (contralto), Patrick Walliser (piano) : Clairières dans le ciel, Thorofon, 2002
- Anna Fabrello (soprano), Rafal Lewandowski (piano), Actes préalables, 2013
- Nicky Spence (ténor), Malcolm Martineau (piano): Paradis sur Terre, a French Songbook, Chandos, 2016